# Tab Ramos
Tabaré "Tab" Ramos Ricciardi, född 21 september 1966 i Montevideo, är en amerikansk fotbollstränare och före detta spelare, som sedan 2019 är huvudtränare för Houston Dynamo. Han blev 2005 invald i National Soccer Hall of Fame.

## Spelarkarriär

### Klubblag
Efter att ha spelat collagefotboll i NC State Wolfpack så skrev Tab Ramos på för New Jersey Eagles 1988. Efter bara en säsong flyttade han till Miami Sharks. Inför VM 1990 så skrev Ramos på för United States Soccer Federation (USSF) för att helt kunna fokusera på det kommande mästerskapet. Efter turneringen så lånades han ut till spanska UE Figueres, där han under sin första säsong spelade 38 matcher med fem mål som facit. Efter säsongen så gjordes lånet permanent då Figueres köpte loss honom från USSF. Ramos fortsatte att leverera under sin andra säsong i klubben och såldes sommaren 1992 till Real Betis för $400,000. Under sin andra säsong i klubben var han med om att spela upp Betis till La Liga. Samma år blev han utsedd till årets spelare i Concacaf. Ramos fick dock aldrig spela i La Liga, då han återhämtade sig från en skallfraktur som han ådrog sig under VM 1994 i en match mot Brasilien.
3 januari 1995 skrev Ramos på för nystartade Major League Soccer (MLS). Ligan var tänkt att starta samma år men blev försenad, vilket ledde till att Ramos blev utlånad till mexikanska UANL Tigres. Ramos blev senare tillsagd att spela för MetroStars när han återvände till USA 1996. Han spelade för MetroStars under sju år innan han avslutade karriären 2002.

### Landslag
Tab Ramos gjorde debut för USA:s landslag 10 januari 1988 i en match mot Guatemala. Efter att ha spelat VM 1990 så blev han utsedd till årets spelare i USA 1990. Under VM 1994 spelade han alla matcher när USA gick till åttondelsfinal. Där åkte man ut efter att Bebeto avgjort och Ramos fick en skallfraktur efter en armbåge av Leonardo.
Han gjorde sitt tredje och sista VM 1998, då USA kom sist i gruppen utan poäng. Han avslutade sin landslagskarriär år 2000 efter 81 landskamper och åtta mål.

#### Internationella mål
| Nr | Datum            | Spelplats             | Motståndare  | Mål | Resultat | Tävling                    |
| -- | ---------------- | --------------------- | ------------ | --- | -------- | -------------------------- |
| 1  | 30 april 1989    | Saint Louis, USA      | Costa Rica   | 1–0 | 1-0      | CONCACAF-mästerskapet 1989 |
| 2  | 4 juni 1989      | East Rutherford, USA  | Peru         | 2–0 | 3-0      | Vänskapsmatch              |
| 3  | 30 maj 1992      | Washington, D.C., USA | Haiti        | 2–1 | 3-1      | US Cup 1992                |
| 4  | 8 oktober 1995   | Washington, D.C., USA | Saudiarabien | 3–3 | 4-3      | Vänskapsmatch              |
| 5  | 9 juni 1996      | Foxborough, USA       | Irland       | 1–1 | 2-1      | US Cup 1996                |
| 6  | 7 september 1997 | Portland, USA         | Costa Rica   | 1–0 | 1-0      | Kval till VM 1998          |
| 7  | 24 maj 1998      | Portland, USA         | Kuwait       | 2–0 | 2-0      | Vänskapsmatch              |
| 8  | 16 augusti 2000  | Foxborough, USA       | Barbados     | 5–0 | 7-0      | Kval till VM 2002          |

## Tränarkarriär
Tab Ramos blev förbundskapten för USA:s U20-landslag 2011 och förde laget till final i CONCACAF:s U20-mästerskap 2013, där man dock förlorade mot Mexiko. USA lyckades även kvala in till U20-VM 2013 där man åkte ut i gruppspelet, efter endast en poäng. I november 2013 förlängde han sitt kontrakt med fyra år.
31 mars 2014 blev Ramos, av Jürgen Klinsmann, utsedd till assisterande tränare då han ersatte Martín Vásquez.